# فينس إيغر
فينس إيغر (بالإنجليزية: Vince Eager)‏ هو مغن مؤلف ورائد بريطاني، ولد في 3 أبريل 1940 في غرانتهام في المملكة المتحدة.

## وصلات خارجية
- فينس إيغر على موقع ميوزك برينز (الإنجليزية)
- فينس إيغر على موقع ديسكوغز (الإنجليزية)